# Françoise Toé
Pour les articles homonymes, voir TOE.
Françoise Toé, née le 8 mars 1950 à Toma dans le Nayala est une femme politique burkinabée, ancienne candidate à l’élection présidentielle de 2015. Elle décède dans un accident de la route à Sabou, le 9 octobre 2016.

## Biographie

### Enfance et études
Femme politique, elle commence à militer au Mouvement de libération national et l’Union Progressiste Voltaïque (UPV), du Front Progressistes Voltaïque. Après son baccalauréat, elle poursuit ses études au Bénin et en France à l’université de Poitier où elle obtient une Maitrise en Droit Privé, option Droit des Affaires. Elle rentre au Burkina en 1976, après l’obtention d’un diplôme en Comptabilité à l’université d’Orléans. Elle travaille à la Banque nationale de développement.

### Carrière politique
Experte Comptable, Maitre en Droit des Affaires, Françoise ouvre un cabinet en France et à Bamako au Mali en 2010. Militante aux côtés de Joseph-Ki Zerbo depuis l’époque du Front progressiste Voltaïque, elle se présente à l’élection présidentielle de 2015 sous la bannière du Mouvement pour la libération nationale,,. 